# لتیمر، باکینگهام‌شر

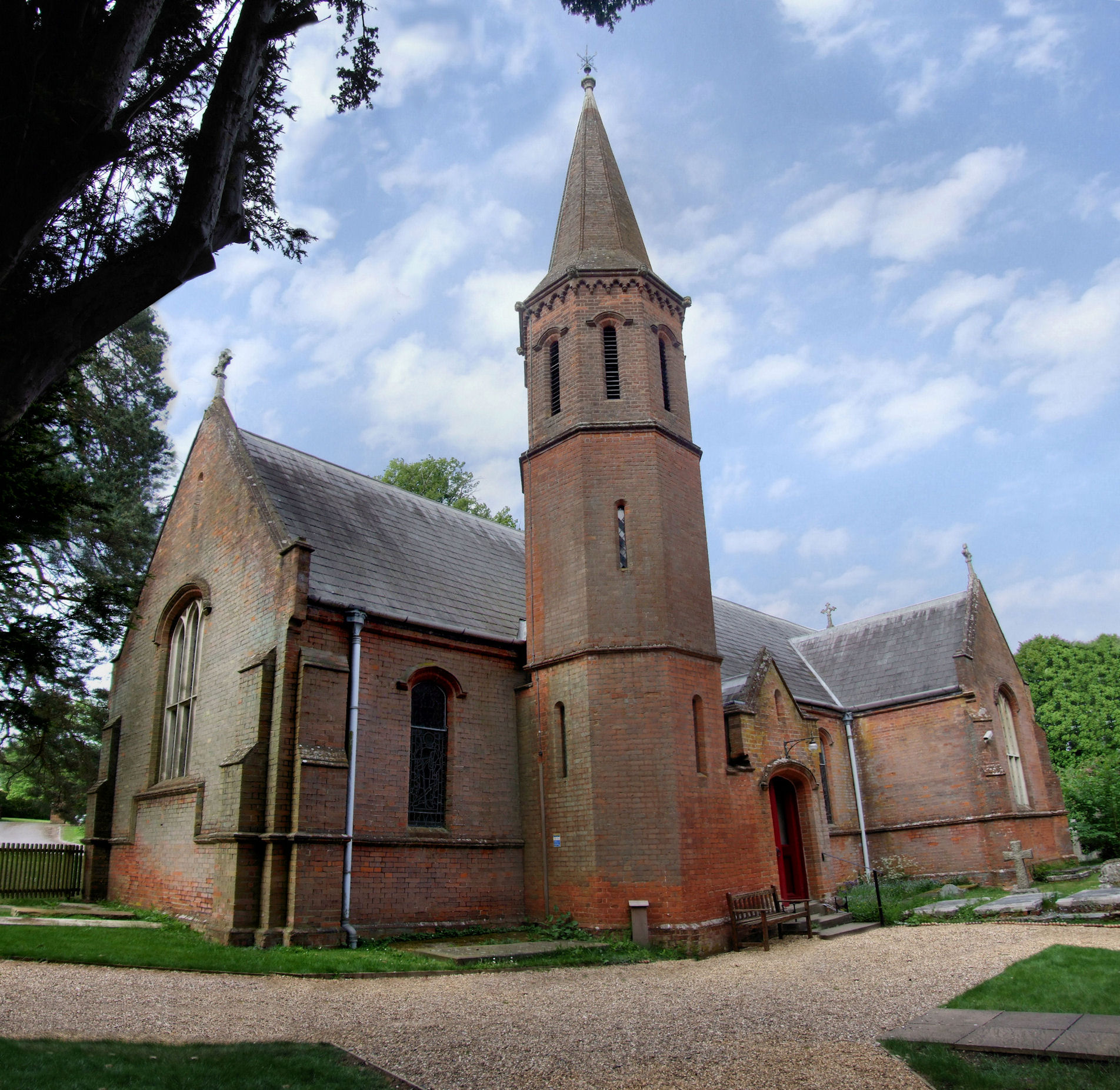
منطقه مسکونی در بریتانیا

لتیمر (به انگلیسی: Latimer) یک روستا و محله مدنی در بریتانیا است که در باکینگهامshire واقع شده‌است. لتیمر ۹۷۷ نفر جمعیت دارد.